# Piotr Parfianowicz (podpułkownik)
Piotr Parfianowicz (ur. 8 grudnia 1894 w majątku Czerkasowo, zm. wiosną 1940 w Charkowie) – podpułkownik piechoty Wojska Polskiego, działacz niepodległościowy, kawaler Orderu Virtuti Militari, ofiara zbrodni katyńskiej.

## Życiorys
Syn ziemianina Emeryka i Michaliny z Konopackich. W 1914 ukończył średnią szkołę handlową w Dźwińsku. Od 29 września 1915 w armii rosyjskiej. Absolwent Szkoły Oficerskiej w Pskowie w ramach Armii Imperium Rosyjskiego, którą ukończył 6 grudnia 1916. Podczas I wojny światowej od 18 października 1917 na własną prośbę służył w I Korpusie Polskim w Rosji w 11 pułku strzelców. Po rozwiązaniu Korpusów w Rosji wrócił do Polski. Od listopada 1918 w Samoobronie Wileńskiej.
Po odzyskaniu przez Polskę niepodległości wstąpił 9 stycznia 1919 do Wojska Polskiego. Walczył w wojnie polsko-bolszewickiej w szeregach Wileńskiego pułku strzelców w stopniu podporucznika. Awansowany do stopnia kapitana piechoty ze starszeństwem z dniem 1 czerwca 1919. Szczególnie zasłużył się w walkach pod Radzyminem 15 sierpnia 1920 gdzie: "widząc groźne położenie swojego baonu, wziął ostatnią rezerwę, uderzył na obchodzące polskie pozycje nieprzyjaciela i zmusił go do cofnięcia się, biorąc 35 jeńców". Za ten czyn otrzymał Order Virtuti Militari.
Po wojnie do 1925 służył nadal w 85 pułku piechoty pełniąc min. funkcje: adiutanta baonu i pułku, d-cy kompanii. W późniejszym czasie był oficerem kontynuatora tej jednostki, 85 pułku Strzelców Wileńskich, stacjonującym w Nowej Wilejce. Od marca do czerwca 1925 był przydzielony do kadry kursów doszkolenia młodszych oficerów piechoty w Chełmnie na stanowisko instruktora. W latach 1926–1929 służył w Szkole Podchorążych Piechoty w Ostrowi Mazowieckiej na stanowisku dowódcy 6. kompanii podchorążych. W międzyczasie został mianowany majorem ze starszeństwem z dniem 1 stycznia 1928 w korpusie oficerów piechoty. W sierpniu 1929 został przeniesiony do 64 pułku piechoty w Grudziądzu na stanowisko dowódcy batalionu. W marcu 1932 roku został przeniesiony do 5 pułku strzelców podhalańskich w Przemyślu na stanowisko kwatermistrza. 18 kwietnia 1935 roku został przesunięty na stanowisko dowódcy batalionu. Na stopień podpułkownika został mianowany ze starszeństwem z dniem 1 stycznia 1936 roku i 35. lokatą w korpusie oficer piechoty. Następnie został przeniesiony do 85 pułku Strzelców Wileńskich w Nowej Wilejce na stanowisko I zastępcy dowódcy pułku. Od 23 października 1937 roku do 28 stycznia 1938 roku dowodził w zastępstwie tym oddziałem.
W czasie kampanii wrześniowej 1939 roku dowodził rezerwowym 205 pułkiem piechoty. Na jego czele wziął udział w obronie Lwowa. Po kapitulacji załogi Lwowa (22 września 1939) został aresztowany przez Sowietów i przewieziony do obozu w Starobielsku, a także do Kozielska. Wiosną 1940 roku został zamordowany przez funkcjonariuszy NKWD w Charkowie i pogrzebany w bezimiennej zbiorowej mogile w Piatichatkach, gdzie od 17 czerwca 2000 roku mieści się oficjalnie Cmentarz Ofiar Totalitaryzmu w Charkowie. Figuruje na Liście Starobielskiej NKWD pod poz. 2548.
Nie założył rodziny.

## Upamiętnienie
5 października 2007 roku minister obrony narodowej Aleksander Szczygło mianował go pośmiertnie na stopień pułkownika. Awans został ogłoszony 9 listopada 2007 roku w Warszawie, w trakcie uroczystości „Katyń Pamiętamy – Uczcijmy Pamięć Bohaterów”.
W ramach akcji „Katyń... pamiętamy” / „Katyń... Ocalić od zapomnienia”, został zasadzony Dąb Pamięci honorujący Piotra Parfianowicza w Łowiczu.

## Awanse
- podchorąży – 6 grudnia 1916[2]
- podporucznik – 1919
- kapitan – 1 czerwca 1919
- major – 1 stycznia 1928

## Ordery i odznaczenia
- Krzyż Srebrny Orderu Wojskowego Virtuti Militari nr 4044[1][2] (1922)[23]
- Krzyż Walecznych (czterokrotnie)[24][2]
- Złoty Krzyż Zasługi (10 listopada 1928)[25][24][2]
- Medal Niepodległości (13 września 1933)[26][2]
- Krzyż Zasługi Wojsk Litwy Środkowej[27][2]
- Medal Pamiątkowy za Wojnę 1918–1921[28]
- Medal Dziesięciolecia Odzyskanej Niepodległości[28]
- Odznaka za Rany i Kontuzje[29]
- Odznaka 5 Pułku Strzelców Podhalańskich[29]
- Medal Zwycięstwa[28][30]